# Маріан Лангевич
Маріан Мельхіор Антоній Лангевич (пол. Marian Melchior Antoni Langiewicz; 5 серпня 1827 — 10 травня 1887) — польський революціонер, генерал, диктатор Січневого повстання (березень 1863).

## Життєпис

### Дитинство й освіта
Маріан Лангевич народився 5 серпня 1827 року в Кротошині у родині лікаря Войцеха Лангевича (20.04.1793—13.08.1831) та Елеонори з Ключевських Лангевич (1797—1861)). На той час в родині вже зростало двоє синів — Олександр Лангевич (1824—1879) і Юзеф Лангевич (1826—1882). Маріан був найменшим поміж них.
Батько загинув під час оборони Варшави від росіян у 1831 році під час Листопадового повстання 1830—1831 років.
Лангевич навчався в середній школі в Кротошині, а потім у гімназії в Тшемешно, яку закінчив у 1848 hjws. Вивчав право та філоkогію у Вроцлавському університеті, слов'янську філологію у Празі та математику й фізику у Берліні (1852—1853).
Деякий час служив в прусському ландвері, потім в прусській гвардійській артилерії. Вийшов у відставку в званні лейтенанта й поїхав до Франції, а потім до Італії.
У 1860—1861 роках брав участь в експедиції Гарібальді на Сицилію, де відзначився мужністю і завзяттям. Тоді начальником Лангевича був польський офіцер, учасник Листопадового повстання Юліуш Ордон. Він брав активну участь в незалежних організаціях Італії.
Залишився в Італії і деякий час був викладачем у Польській військовій школі в Генуї, створеній Людвіком Мерославським, проте звільнився з неї через конфлікт з останнім, який загострився під час Січневого повстання.
Викладав в Польському військовому училищі в Кунео, заснованим для підготовки офіцерів майбутнього польського повстання з молодих поляків, до закриття закладу.
Його асоціювали з польською політичною групою «білих» політична програма яких передбачала досягнення шляхом «органічної праці», тобто ненасильницькими методами повернення Царства Польського в межі 1772 року. Програмою «органічної праці» називали ліберальну концепцію легальної модернізації польського суспільства, проголошену після поразки Листопадового польського повстання 1830—1831 років, як легальну неполітичну працю в рамках господарського підприємництва, громадської діяльності на ниві освіти, науки, культури, соціальної допомоги.

### Участь в повстанні 1863 року

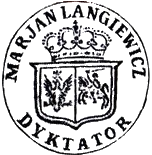
Печатка Маріана Лангевича як диктатора Січневого повстання

До початку повстання Лангевич від імені Центрального національного комітету імпортував до Польщі гвинтівки з Німеччини та Бельгії.
9 січня 1863 року був призначений начальником Сандомирського воєводства у званні полковника, прийняв командування над зібраними в південній Польщі повстанськими загонами. 23 січня 1863 року поданий до звання генерала.
Під його керівництвом служили польський письменник консервативного напряму Юзеф Рогош, Анна Пустовойтова (переодягнулася чоловіком і взяла собі ім'я Михайло Смок), будівничий та громадській діяч Владислав Леон Чосновський. Ад'ютантом Маріана Лангевича був Едвард Любовський (майбутній польський драматург і письменник), а кур'єром Ядвіга Прендовська.
Після нападу на Шидловець Лангевич побачив недоліки очолюваного ним формування та зважився на його реорганізацію і тому відійшов 14 січня до м. Вонхоцьк в густий ліс, де зосередив сили повстанців у Свентокшиських горах, зібрав і організував понад 3 тисячі осіб, які мали вирушити на Варшаву. Тут створили укріплений табір в якому було 5 гармат та власна друкарня, за допомогою якої друкували агітаційні листівки.
3 лютого 1863 року відбулася битва з російськими військами.
Маріан Лангевич став фактичним керівником повстання з 24 лютого 1863 роки після втечі Людвіка Мерославського. Однак офіційно був проголошений диктатором повстання лише 11 березня 1863 року, після того, як за кілька днів до цього Мерославський, який перебував уже в Парижі, надіслав лист, в якому неохоче (можливо через давніх розбіжностей з Лангевичем) порекомендував призначити його своїм наступником.
Після кількох сутичок з російськими військами Лангевич був розбитий при Хробрже і Буську. Втік до Австрії, де був ув'язнений у фортецю Іозефштадт. У 1865 році випущений на свободу.
Тема повстання та його лідерів регулярно висвітлювалася у тогочасній пресі. Так німецькі газети порівнювали Лангевича з королевичем Марко, чеські і сербські з Костюшком, однак після поразки ці порівняння були не на користь Лангевича. Редактор  тогочасної  белградської напівофіційної газети «Відовдан» Мілоша Поповича в статті «Повстання в Польщі» зазначав, що саме Лангевич був ударною силою повстання, якому вдалося почати повстання з 10 людьми, а потім його військо зросло до 10 000 осіб. При цьому Попович висловив думку, що після поразки й втечі Лангевича бойові дії закінчені та що повстання незабаром піде на спад. Однак в статі «Пророцтво збулося», присвяченій втечі Лангевича в Австрію Попович  звинуватив диктатора у відсутності хоробрості, вважав, що Лангевич практично все робив не так. Основна помилка на думку Поповича полягала в тому, що він не їздив по провінції й не мобілізовував народ за будь-яку ціну, щоб зробити повстання масовим, а весь час зі своїми військами перебував в районі австрійського кордону, щоб втекти, коли ситуація погіршиться. В результаті рішення Лангевича уникати боїв його війська почали падати духом. Зрештою, найбільше Попович критикував Лангевича через те, що той втік з поля битви, навіть не поховавши полеглих соратників. Попович прийшов до висновку, що Лангевич більше цінував своє власне життя, ніж свободу своєї батьківщини. У підсумку, резюмуючи все це, він написав, що польський генерал був або боягуз, або дурень, або зрадник.

### Після повстання
18 березня 1863 року він сховався на австрійській території і був інтернований в Тарнові та засуджений до двох років ув'язнення в фортеці Іозефштадт, звідки він був звільнений у 1865 році.
Потім він мешкав у Золотурні як громадянин Швейцарської Республіки. У 1881 році народився єдиний син Лангевіча — Тадеуш Лангевіч (1881—1915).
У 1867 році виїхав до Туреччини та згодом вступив на турецьку службу як Ленгі Бей. Помер у Стамбулі 10 травня 1887 року і похований на кладовищі Хайдар-паші разом зі своєю дружиною Сюзанною (2 лютого 1837 — 24 листопада 1906).

## Вшанування пам'яті

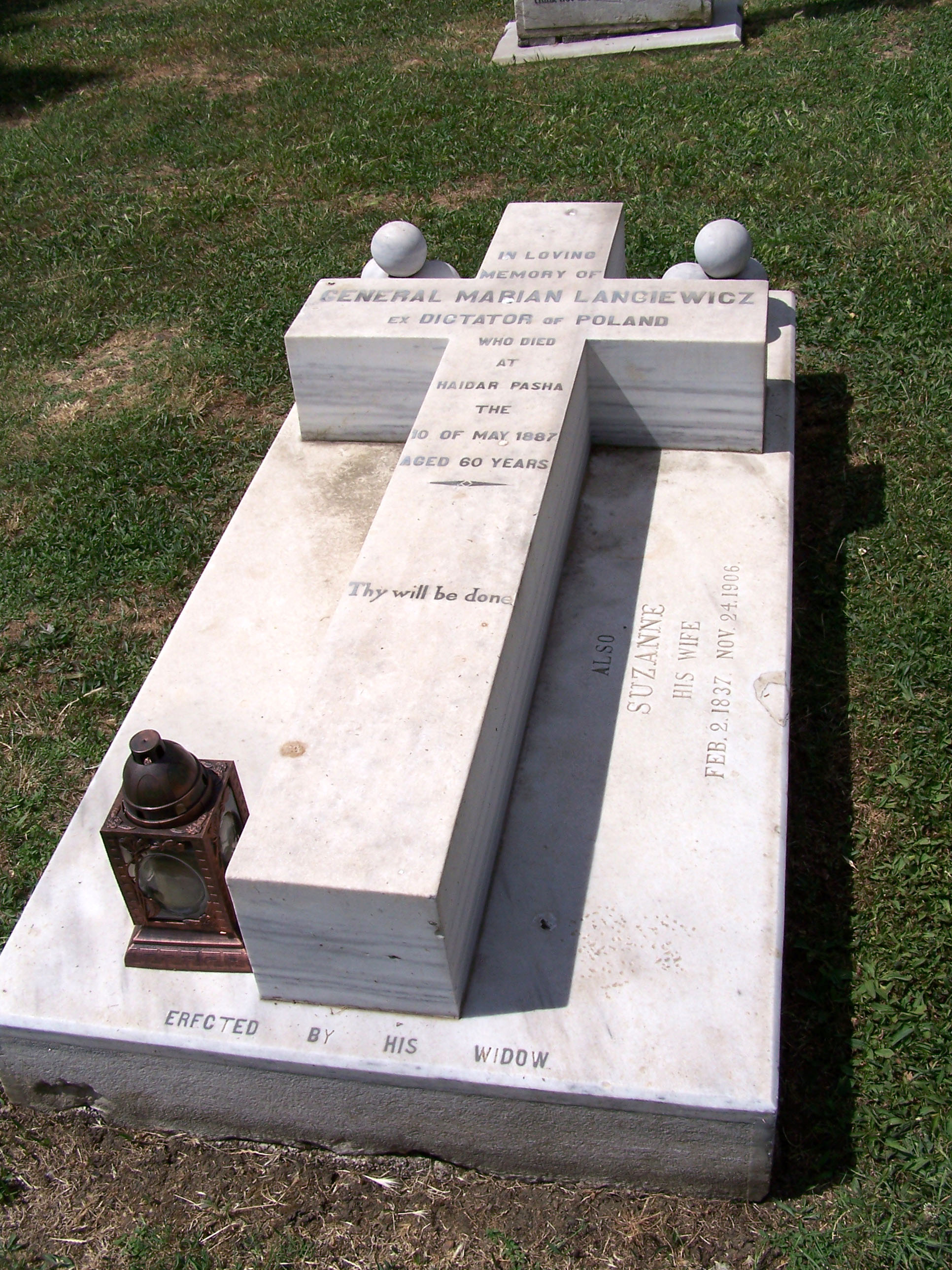
Могила Маріана Лангевича в Константинополі

19 червня 1937 року Міністр військових справ надав казармі 56-го Великого піхотного полку в Кротошині ім'я генерала Маріана Лангевича..
У музеї польської армії у Варшаві є його шабля: англійський офіцер sabre wz. 1857 рік.
У 2013 році його ім'я присвоєне парку у вроцлавському Грабішині.
На честь Маріана Лангевича названо вулиці у Варшаві, Константинув-Лудзькому та інших містах Польщі.
У 1933-1943 та 1944-1950 роках у Львові також була вулиця Маріана Лангевича (нинішня вулиця Генерала Юнаківа).